# Plistospilota validissima
Plistospilota validissima är en bönsyrseart som beskrevs av Gerstaecker 1883. Plistospilota validissima ingår i släktet Plistospilota och familjen Mantidae. Inga underarter finns listade i Catalogue of Life.